# Palacio Pálffy

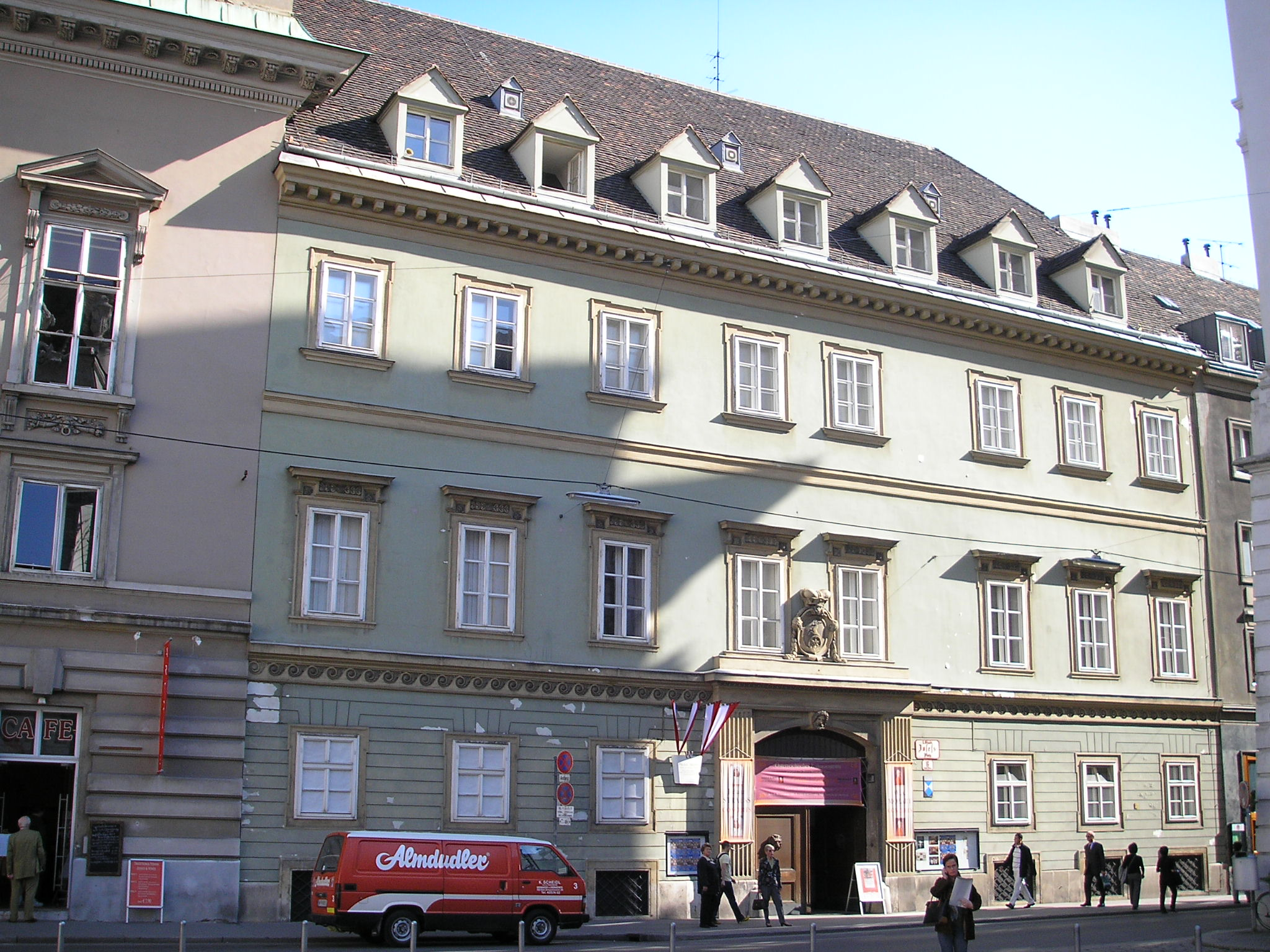
El Palacio Pálffy en la Josefsplatz de Viena (2006)

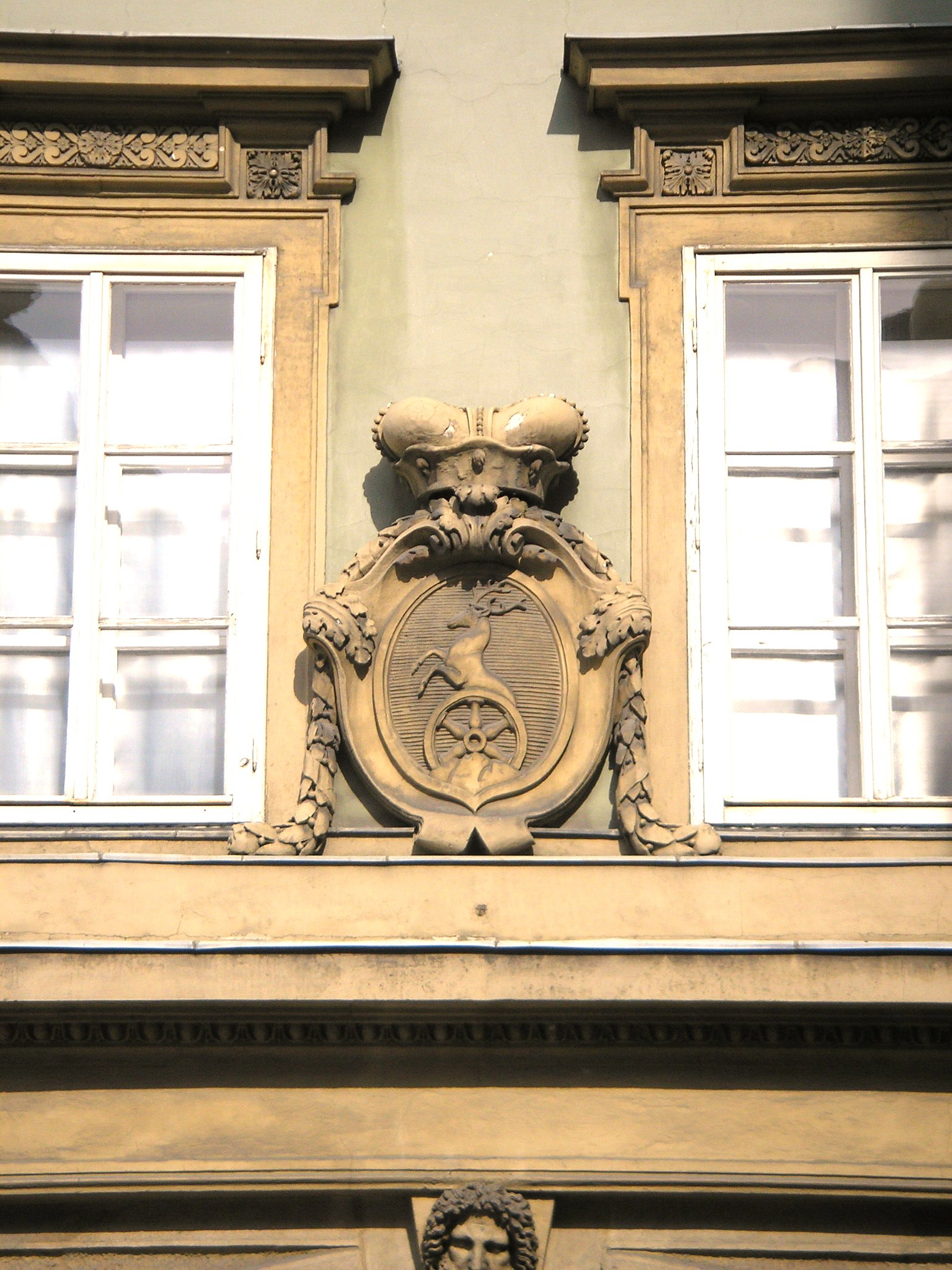
Escudo de la familia Pálffy sobre el portal principal (2006)

El Palacio Pálffy en la Josefsplatz (en alemán, Palais Pálffy am Josefsplatz) es un palacio en el Primer Distrito de Viena Innere Stadt. Además del Palacio Pálffy, la familia Pálffy en Viena también poseía el Palacio Pálffy en la Wallnerstraße. Hoy la casa es sede del Centro Cultural de Austria - Casa de Austria (en alemán, Österreichisches Kulturzentrum - Österreich-Haus).

## Historia
En el lugar del palacio ya se encontraba en el siglo XIV la cancillería señorial (en alemán, landesfürstliche Kanzlei). A principios del siglo XVI, el inmueble pasó finalmente a ser propiedad del Conde Maithenburg y más tarde de la familia Kinsky. Sin embargo, el Palacio Kinsky fue reemplazado por su siguiente propietario, Rudolf Khuen von Belasy, Barón de Lambach, quien construyó en el lugar un nuevo palacio en el estilo del Renacimiento. Este palacio ha sido ampliado con el tiempo mediante adquisiciones. La hija de Rudolf von Khuen de Belasy se casó finalmente con Paul Graf Pálffy y llevó así el palacio a la posesión de la familia señorial Pálffy en 1684.
En 1786 Wolfgang Amadeus Mozart presentó por primera vez en el Palacio Pálffy su ópera Las bodas de Fígaro en círculos privados. Anteriormente, en 1762 a la edad de seis años, él ya se había presentado con su hermana en el palacio.
Después del final de la Primera Guerra Mundial, el Palacio Pálffy en la Josefsplatz pasó a ser propiedad del Estado. En 1944 el inmueble resultó severamente dañado por el bombardeo de Viena, pero fue reconstruido durante la posguerra. Aunque la fachada del palacio fue reconstruida, el interior fue, sin embargo, rediseñado en gran parte.
Durante la ocupación aliada de Austria después de la Segunda Guerra Mundial se encontraba aquí el programa de trabajo Palacio Pálffy – Casa de Austria (en alemán, Palais Pálffy – Österreich Haus), un foro de diplomacia cultural e intercambio cultural iniciado por la Sociedad Austriaco-Estadounidense (en alemán, Österreichisch-Amerikanische-Gesellschaft) y la Sociedad Austriaco-Soviética (en alemán, Österreichisch-Sowjetische Gesellschaft). Aquí surgieron luego más sociedades de amistad y también la actual Federación de Sociedades Austriaco-Extranjeras (en alemán, Dachverband aller österreichisch-ausländischen Gesellschaften): PaN (Socio de todas las Naciones). La PaN (entonces VÖAG) se trasladó a principios de la década de 1980 a la Asociación de Empresarios de Austria (en alemán, Österreichischer Gewerbeverein).
Aquí permaneció la sociedad Centro Cultural de Austria - Casa de Austria (en alemán, Österreichisches Kulturzentrum - Österreich-Haus) fundada en 1969, cuya tarea es "la promoción de todas las medidas que aumenten la reputación de Austria en el arte y la vida cultural de nuestra patria en Europa y en todo el mundo". Hoy en día el Palacio Pálffy en la Josefsplatz es principalmente utilizado para eventos culturales y exposiciones.
Desde 2013 el palacio es también sede de la asociación de artistas Les Montmartrois en Europe.